# Rejoso (Rejoso)
Rejoso is een bestuurslaag in het regentschap Nganjuk van de provincie Oost-Java, Indonesië. Rejoso telt 3277 inwoners (volkstelling 2010).